# 一期一会 (3B LAB.☆の曲)
「一期一会」（いちごいちえ）は、3B LAB.☆の1枚目のシングル。

## 内容
全曲作詞・作曲：岡平健治。
1. 一期一会
2. ALWAYS
バンドが結成されて最初のころに出来た曲。
3. 卒業哀歌